# George P. Smith

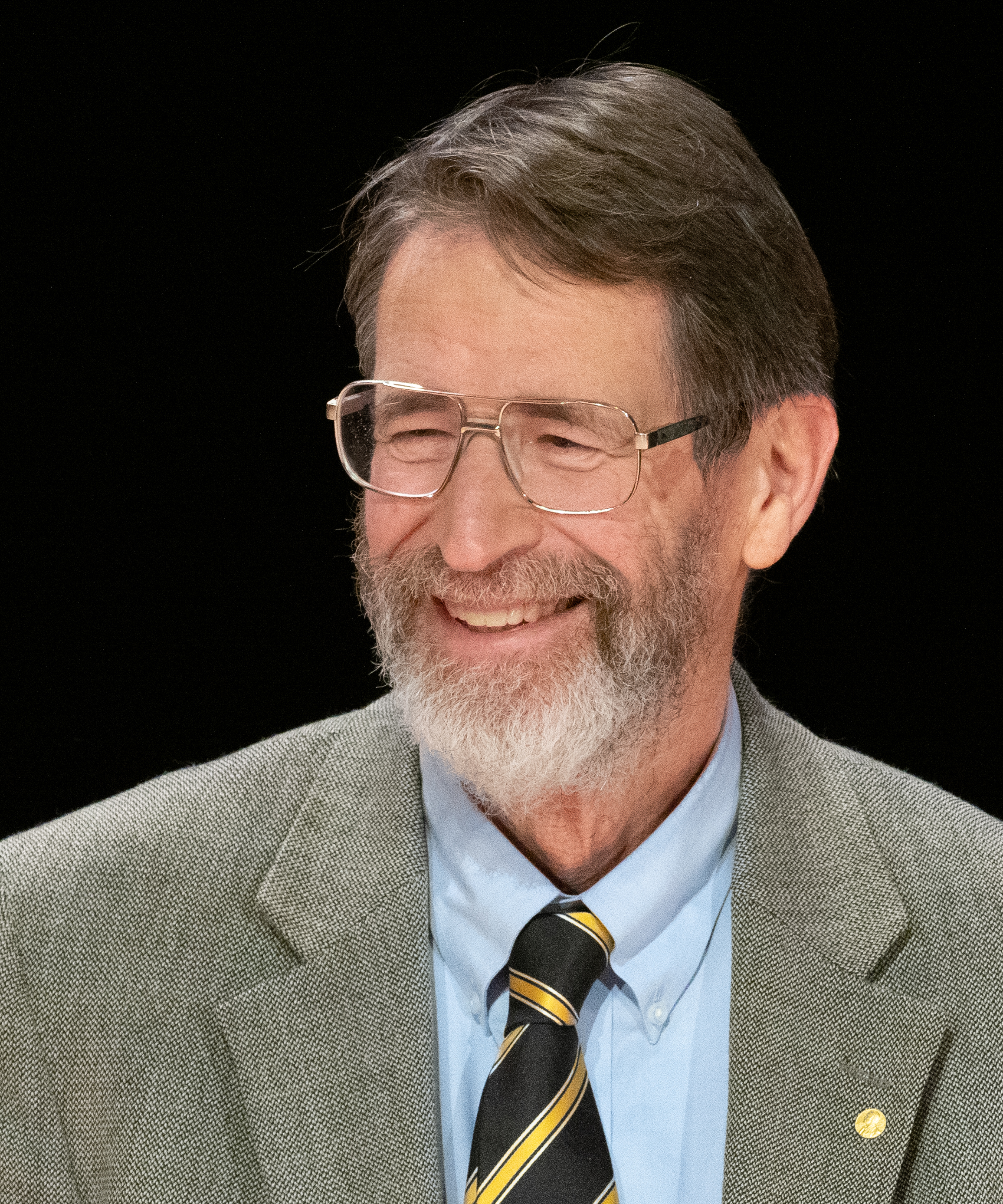
George P. Smith 2018

George Pearson Smith (* 10. März 1941 in Norwalk, Connecticut) ist ein US-amerikanischer Biologe und emeritierter Professor an der University of Missouri. Er erhielt 2018 einen Nobelpreis für Chemie zugesprochen.
Smith gilt als Erfinder der Methode des Phagen-Display. In seiner grundlegenden Arbeit von 1985 zeigte er, dass es möglich ist, beliebige DNA-Sequenzen für Peptide in einen Bakteriophage einzubauen, der das Peptid dann auf seinem Hüllprotein präsentiert. Bakteriophagen befallen E. coli-Wirtszellen, um sich zu vervielfältigen. Dabei ging Smith von der Beobachtung aus, dass das Gen III der filamentösen Phage (filamentous phage) fd modular aufgebaut ist, so dass die Möglichkeit bestand, dort fremde DNA-Sequenzen einzubauen ohne Verlust der Vermehrungsfunktion des Phagen. Smith sagte auch vorher, dass es möglich wäre, eine Bibliothek von Phagen-Displays mit zufälliger Aminosäureanordnung in den Peptiden zu produzieren und damit Epitope eines Antikörpers zu identifizieren und dass man Phagen-Display für die Impfstofferzeugung nutzen könnte.
1984 hatte er auch versucht die Idee zu patentieren, verfolgte das aber dann nicht weiter, im Gegensatz zu Robert Ladner, der unabhängig auf die Idee des Phagen-Displays kam und 1988 ein detailliertes Patent von 350 Seiten Umfang einreichte für die Firma Dyax, in der er Chief Scientific Officer war. Danach trug Smith die Patentanmeldung Ladner nicht nach. Er wird sogar dahingehend zitiert, dass Ladner ein innovativer Wissenschaftler wäre, der zu wenig anerkannt würde.
Smith erwarb 1963 am Haverford College einen Bachelor in Biologie. Nach kurzer Tätigkeit als Highschool-Lehrer und Labortechniker erwarb er 1970 bei Edgar Haber an der Harvard University einen Ph.D. in Bakteriologie und Immunologie. Als Postdoktorand arbeitete er bei Oliver Smithies an der University of Wisconsin–Madison. Seit 1975 gehörte er zum Lehrkörper der University of Missouri in Columbia, Missouri. Er wurde 2000 Curator’s Professor der University of Missouri. 2015 ging er endgültig in den Ruhestand.
2001 wurde Smith Mitglied der American Association for the Advancement of Science und 2020 der National Academy of Sciences. 2007 erhielt er den Promega Biotechnology Research Award der American Society for Microbiology.

## Schriften (Auswahl)
- George P. Smith: Filamentous fusion phage: novel expression vectors that display cloned antigens on the virion surface. In: Science. Band 228, 1985, S. 1315–1317
- S. F. Parmley, G. P. Smith: Antibody-selectable filamentous fd phage vectors: affinity purification of target genes. In: Gene. Band 73, 1988, S. 305–318.
- J. K. Scott, G. P. Smith: Searching for peptide ligands with an epitope library. In: Science. Band 249, 1990, S. 386–390.
- Smith u. a.: Libraries of Peptides and Proteins Displayed on Filamentous Phage. In: Methods in Enzymology. Band 217, 1993, S. 228–257.
- Smith: Surface Presentation of Protein Epitopes using Bacteriophage Expression Systems. In: Current Opinion in Biotechnology. Band 2, 1993, S. 668–673.
- George P. Smith, Valery A. Petrenko: Phage Display. In: Chemical Reviews. Band 97, 1997, S. 391, doi:10.1021/cr960065d.